# 埃德塞尔·福特
埃德塞尔·布赖恩特·福特（Edsel Bryant Ford，1893年11月6日—1943年5月26日），或译埃德索尔·福特、埃兹尔·福特，是一位美国企业家、慈善家，亨利·福特的独子。从1919年到1943年去世，他一直是福特汽车的总裁。他创立了“水星”品牌，制作出林肯Zephyr和林肯大陆等车款。
福特也是一名艺术爱好者，也资助了李察·柏德的极地探险。他49岁时死于胃癌，亨利·福特在他去世后临时重新掌管福特，直到埃德塞尔的长子亨利·福特二世于1945年成为总裁。

## 生平
埃德塞尔福特于1893年11月出生于底特律，是亨利·福特的独生子，以亨利福特儿时好友埃德塞尔·鲁迪曼（Edsel Ruddiman）的名字起名。

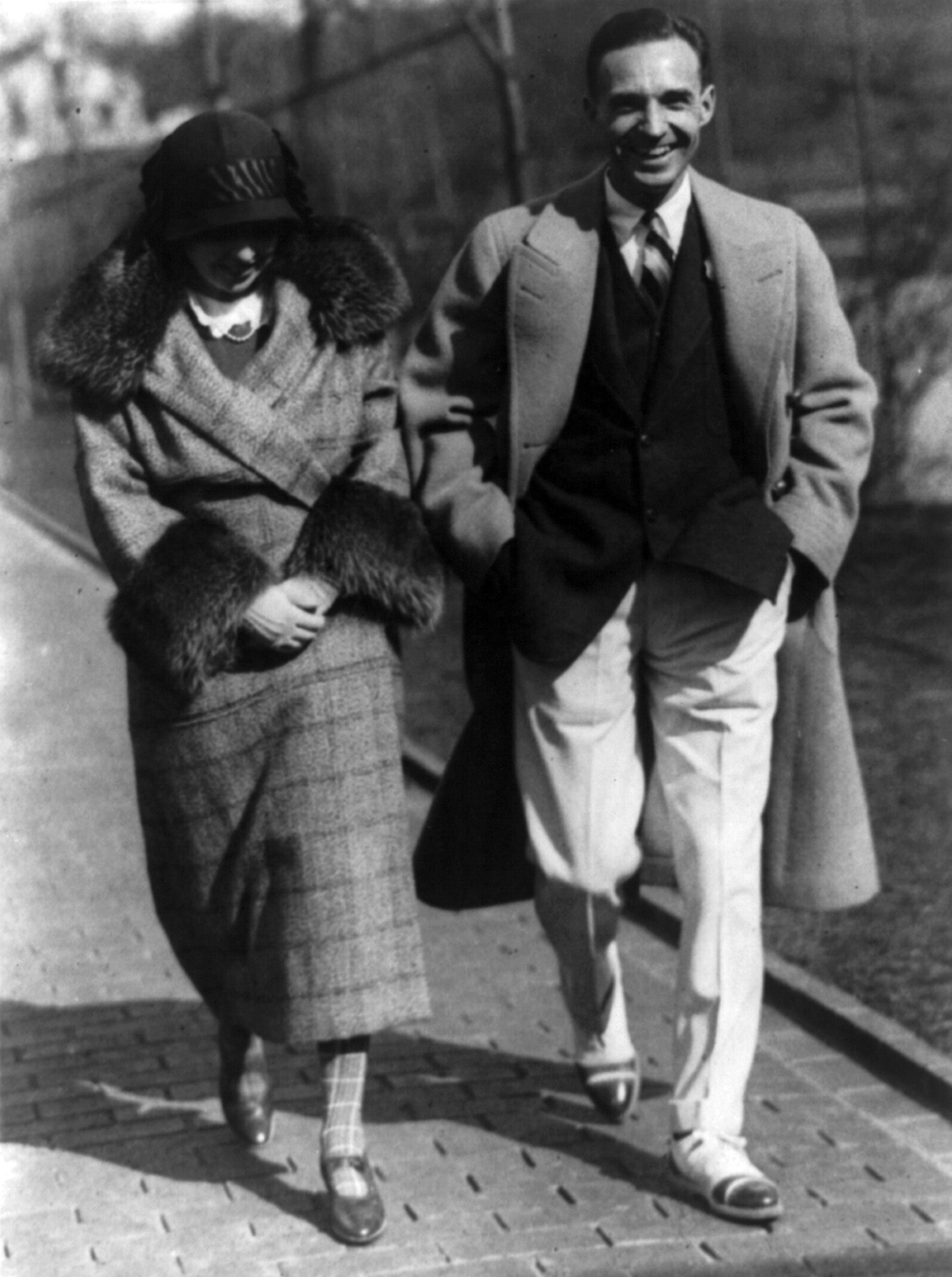
与妻子埃莉诺，1924年

他生下来就被当成家族事业的接班人，从小就和父亲一起修理汽车。他于1915年成为福特的秘书，并于1916年11月1日与百货公司老板J·L·哈德森的侄女埃莉诺（Eleanor Lowthian Clay；1896-1976年）结婚，育有四个孩子，即亨利·福特二世、本森·福特、约瑟芬·克莱·福特和威廉·克莱·福特。
他热衷于豪车，1922年买下林肯汽车公司，并在1927年设计了A型车。他和父亲整体关系很好，但经常在重大决策上意见相左，偶尔还会被父亲当众羞辱。
埃德塞尔坚持福特公司应该开发飞机，他父亲最初反对，但后来接受了他的提议。福特汽车公司在其领导下，建造Willow Run装配基地，B-24轟炸機就是在这里生产的。
他患有转移性胃癌，手术失败后，他于1943年在格罗斯波因特海岸湖边的别墅“Gaukler Point”中去世，享年49岁。

## 故居
1929年，福特一家搬进了新家“Gaukler Point”，由阿尔伯特·卡恩设计，位于密歇根州格罗斯波因特海岸的圣克莱尔湖畔。庄园的花园由延斯·詹森设计。
埃德塞尔·福特于1943年在这里逝世，他的妻子埃莉诺一直居住于此，直到1976年去世，现故居已向公众开放。它占地87英畝（35.2公頃），展示福特家族收藏的一些艺术品，已被國家史蹟名錄收录。